# SZD-9 Bocian
SZD-9 Bocian byl polský dvoumístný celodřevěný sportovní a cvičný kluzák řešený jako středoplošník.

## Vznik a vývoj
Rozhodnutí o stavbě kluzáku Bocian padlo v únoru 1950. Celou konstrukci vypracovali inženýři Zatwarnicki a Sandauer pod vedením ing. Wasilewského. První prototyp SZD-9 (imatrikulace SP-1217) zalétal 10. 3. 1952 Adam Zientek. Po důkladných testech byly všechny drobné nedostatky, zejména málo účinné směrové řízení, odstraněny na druhém prototypu (SP-1218). Oba vyrobené exempláře však s problémy přecházely do vyšších rychlostí, rovněž klouzavost 1:21 byla nedostatečná. Příčinou byl trup kluzáku, který při všech rychlostech svíral s osou letu záporný úhel, což klouzavost Bociana zhoršovalo. I tento problém se nakonec podařilo odstranit.
Po zakončení zkoušek obou prototypů a řadě drobných vylepšení byla v Ježově u Lodže zahájena stavba první desetikusové série SZD-9A Bocian A. První sériový kus byl zalétán 13. března 1953. Celá série již dosahovala klouzavosti 1:26, což odpovídalo teoretickým výpočtům. Následovala další desetikusová série SZD-9B se zvětšenou výškovkou.
Dvacetikusová série SZD-9C měla zmenšený úhel nastavení křídla a sklápěcí VOP nahradila odnímací s neděleným nosníkem. V roce 1957 vznikla verze SZD-9D se zvětšeným přistávacím kolečkem, které bylo vyrobeno necelých 240 kusů. Kryt kabiny verzí C a D se skládal z rovinných dílů, spojených do tří částí. Přední pevné, střední vyklápěné do strany a zadní odsouvané dozadu. Konstrukci kabiny tvořil skelet z tenkých trubek, ke kterým bylo organické sklo přišroubováno a přinýtováno. Střední a zadní díl byl zhotoven ze dvou dílů plexiskla.
Poslední série cca. 313 kluzáků SZD-9bis Bocian 1E byla realizovaná od roku 1965. První kus byl zalétán 6. prosince 1966. Kryt kabiny byl již pouze ze dvou dílů vyfouknutých z jednoho kusu plexiskla. Přední díl se otevíral do strany, zadní se odsouval dozadu. Konce křídla a VOP obdržely hranaté zakočení.
Pro VI. mistrovství světa v plachtění ve Francii v Saint-Yan v roce 1956 vybrali konstruktéři dva kusy ze série C vyrobené v roce 1954 a přepracovali je na závodní variantu SZD-9Z. Hlavní úprava spočívala v instalaci celokovových klapek, které byly ovládané z obou kokpitů. Vychylovaly se na 10°, 20° a 30°. Dále byly zabudované přídavné nádrže na 110 l vody, kterou bylo možno vypustit za 40 s. Rozmístění přístrojů na palubní desce bylo pozměněno a přibyly palubní stopky. Křídlo dostalo kapkovitá zakončení pro snížení indukovaného odporu a v kabině byl umístěn dýchač. Dne 26. dubna 1956 byly oba závodní speciály (SP-1551 a SP-1560) zalétány v Jelenie Górze.
V roce 1956 byl druhý prototyp přestavěn na létající zkušebnu. K jeho křídlu byly symetricky připevněny čtyři pulzační motory, postavené podle francouzského vzoru, na každé straně dva. Tah jednoho motoru dosahoval 100 N, což k samostatnému vzletu Bociana Puls (SP-1218) nestačilo. Motory byly upevněny v místě odstraněných aerodynamických brzd. Křídlo v místě uchycení motorů bylo natřeno nehořlavým lakem, pokryto azbestem a navrch duralovým plechem. Nehořlavým lakem byl natřen také konec trupu a kormidla. Palivová elektrická a vzduchová instalace byla zabudovaná v křídle. V zavazadlovém prostoru byla nádrž s benzínem a láhev se stlačeným vzduchem, sloužící ke startování motorů. Motory ovládal pilot z předního kokpitu, na palubní desce proto přibyl tlakoměr paliva a řada přepínačů. Bocian Puls se zkoušel na letišti Okęcie od července do října 1956. Během patnácti vzletů nalétal 11 hodin a 33 minut. Motory pracovaly dobře, ale jejich tah byl malý, hmotnost a odpor velké, byly příliš hlučné a tepelně a vibračně namáhaly celou konstrukci. Od dalšího využití těchto pohonných jednotek bylo upuštěno.

## Popis konstrukce
Bocian byl celodřevěné konstrukce, trup poloskořepina, přední lyže dřevěná odpružená gumou. Sedadla a opěradla pilotů byla nestavitelná. Přístrojová deska, pouze v přední kabině, byla opatřena zatáčkoměrem, rychloměrem, hrubým a jemným variometrem, výškoměrem a kompasem. Křídlo až po hlavní nosník a VOP i SOP v přední části byly potaženy překližkou. Křidélka byla dvoudílná potažená plátnem. Na koncích křídla mohla být umístěna poziční světla. Na odtokové hraně konců křídla byly kovové kartáčky na odvádění statické elektřiny.

## Specifikace (SZD-9bis Bocian 1D)

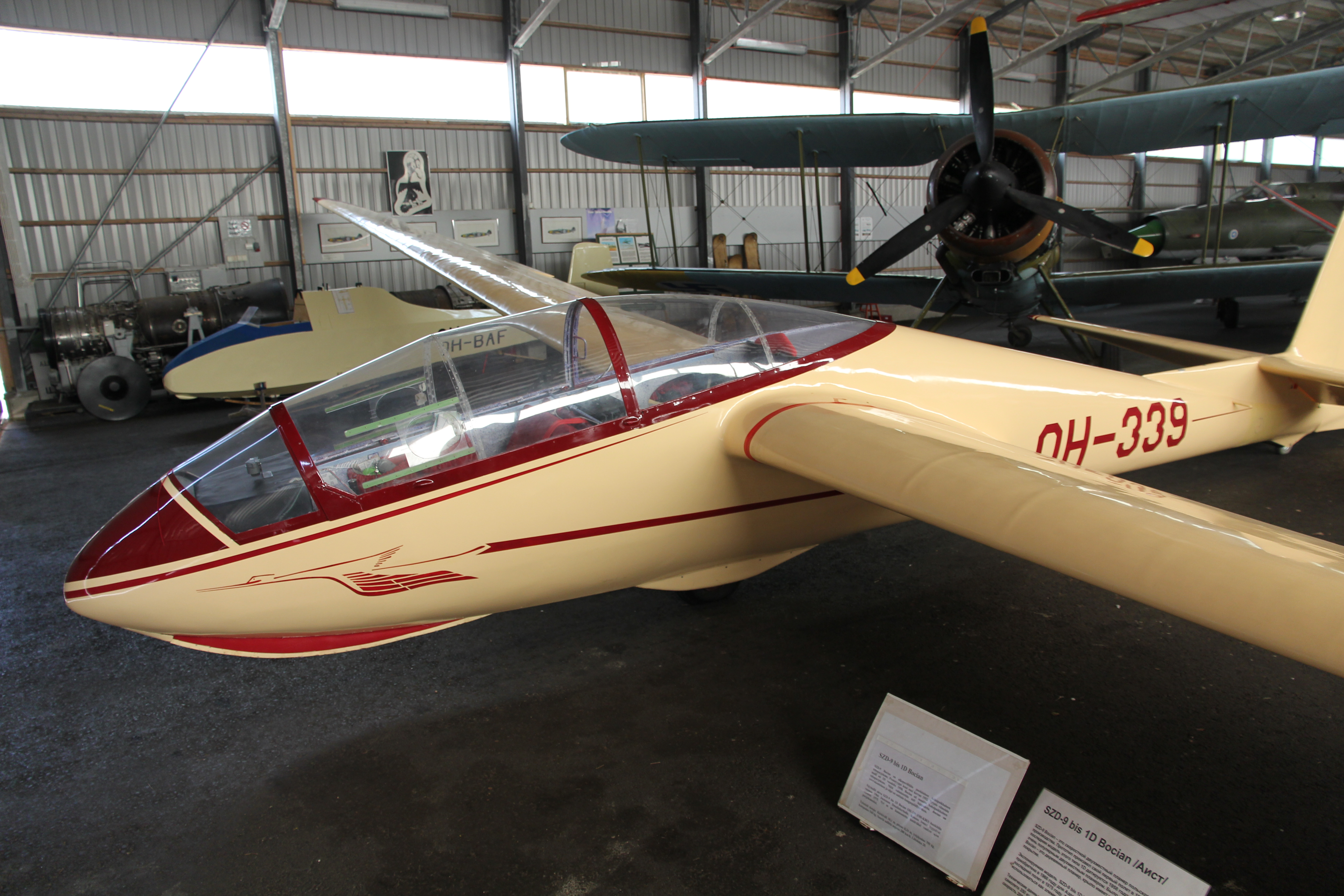
SZD-9bis Bocian 1D, (OH-339)

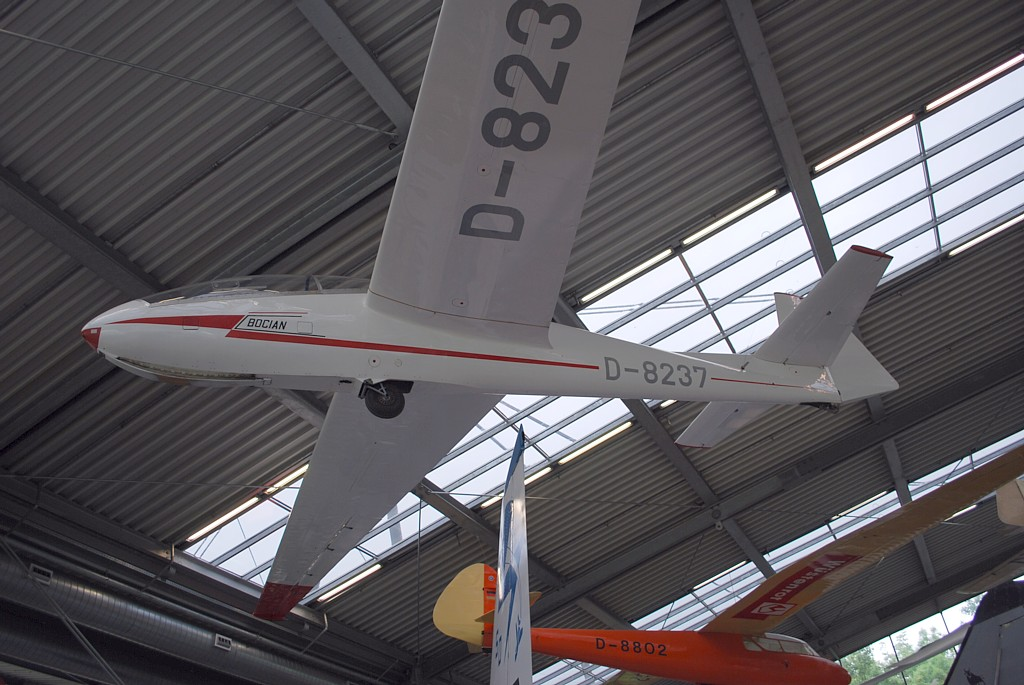
SZD-9 Bocian (D-8237) v muzeu Flugwerft Schleißheim

Údaje podle

### Technické údaje
- Rozpětí: 18,10 m
- Délka: 8,20 m
- Výška: 1,80 m
- Nosná plocha: 20,00 m²
- Štíhlost: 16,2
- Hmotnost vlastní: 326 kg
- Hmotnost vzletová: 500 kg
- Hmotnost na jednotku plochy: 25 kg/m²

### Výkony
- Klouzavost při 80 km/h: 26:1
- Minimální klesavost: 0,82 m/s
- Minimální rychlost: 52 km/h
- Maximální rychlost: 200 km/h